# 이와모토 데쓰조
이와모토 데쓰조(일본어: 岩本 徹三, 1916년 6월 14일 ~ 1955년 5월 20일)는 일본의 군인, 전투기 조종사이며, 중국 제13항공대에서 근무하며 첫 출전에서 4기의 적기를 격추시켰다.
태평양 전쟁 발발 시 항공모함 즈이가쿠의 비행사로 진주만공습에도 참가해, 세이론 제도, 사이공 등지에서 활약하다 알류산 작전에도 참가했다.
그 후 라바울에 파견되었지만 서구적인 독자적 비행스타일 탓에 자주 라바울 내 부대를 전출다녔다. 그러나 그는 자신만의 기술로 200대 이상의 연합군 전투기를 격추시켜 격추의 왕으로 등극한다.
라바울 함락 후 모기하라, 고쿠부 등 국내기지에서 활약했으며 이와쿠니 기지에서 항복을 맞이했다. 최종 계급은 중위, 총 202기의 비행기를 격추시켰으며 이는 일본군 에이스들 중 가장 많은 숫자이다. (하지만 202기는 자신의 수기에 의한 기록이라 정식으로 인정받지는 못했다)